# 福岡県道・佐賀県道18号大牟田川副線
福岡県道・佐賀県道18号大牟田川副線（ふくおかけんどう・さがけんどう18ごう おおむたかわそえせん）は、福岡県大牟田市から佐賀県佐賀市に至る県道（主要地方道）である。

## 概要
福岡県大牟田市大正町3丁目から佐賀県佐賀市川副町大字鹿江に至る。大牟田市からみやま市までの区間は2 - 4車線（片側1 - 2車線）が確保され、並行する国道208号のバイパス的役割を果たしてきた。しかし、国道208号の正式なバイパスとして有明海沿岸道路が供用を開始すると、同区間の交通量は減少し、沿線の店舗の売上にも影響を与えた。
柳川市内の一部は隘路となっており、一方通行規制がかかる区間もあるなど、生活道路としての性質が強い。柳川市 - 大川市にかけては福岡県道770号枝光今古賀線・福岡県道702号柳川城島線が本県道と一体化したかたちとなっており、幹線道路的性質を担っている。
その後大野島を経由して、早津江橋で県境を越えると佐賀市に至る。

### 路線データ
- 起点：福岡県大牟田市大正町3丁目（大正町3丁目交差点、国道389号交点、福岡県道735号大牟田港線終点）
- 終点：佐賀県佐賀市川副町大字鹿江（小々森入口交差点、国道444号・佐賀県道30号佐賀川副線交点）
- 延長
  - 福岡県内：34,535 m[2]
  - 佐賀県内：未調査

## 歴史
- 1993年（平成5年）5月11日 - 建設省から、県道大牟田川副線が大牟田川副線として主要地方道に指定される[3]。
- 2024年（令和6年）3月29日 - 三明橋の新橋（柳川市沖端町 - 古賀）が開通する[4]。

## 路線状況

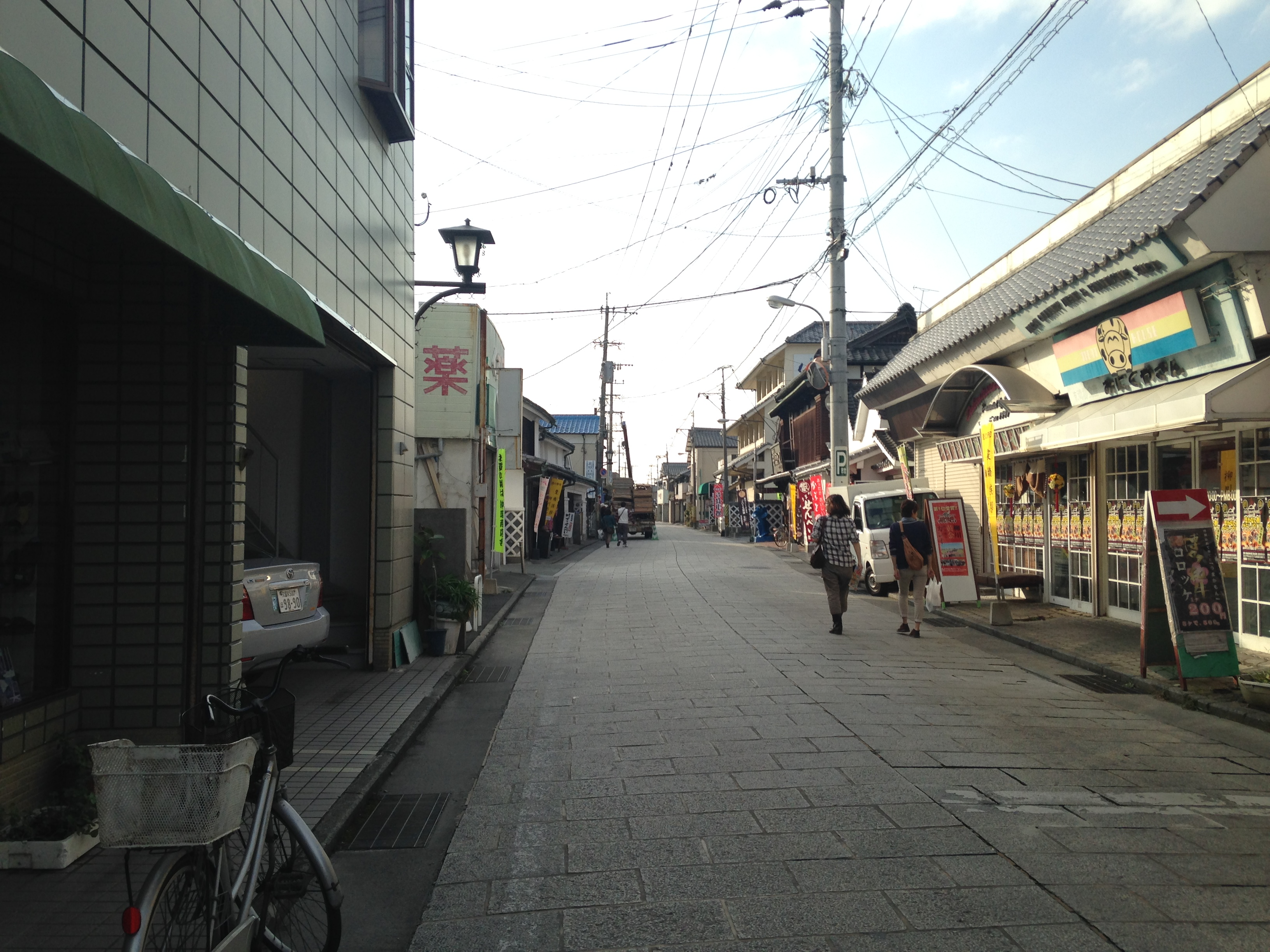
柳川市沖端町

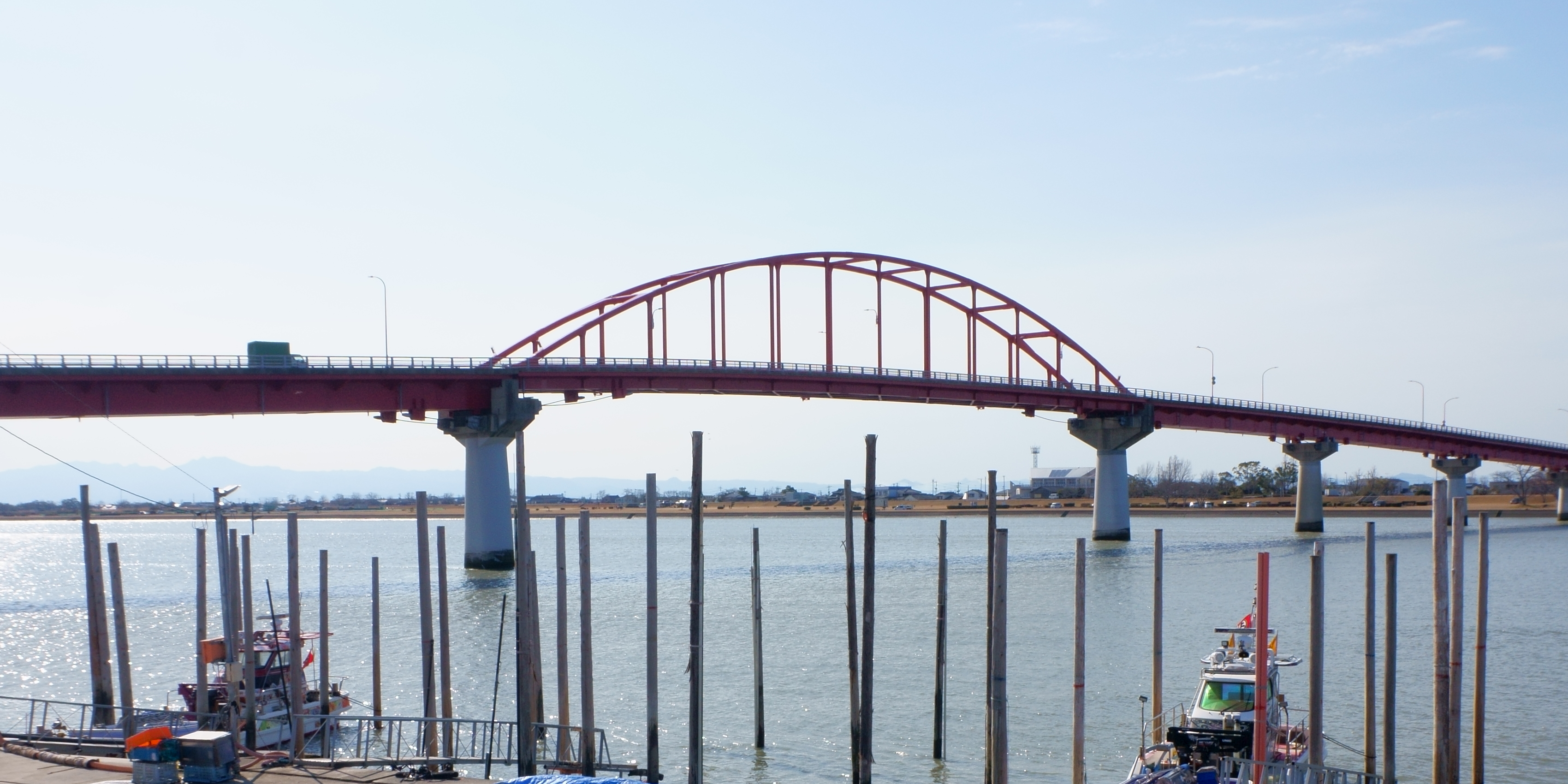
新田大橋（大川市）

### 重複区間
- 国道208号（福岡県みやま市高田町徳島・徳島交差点 - 柳川市大和町中島・中島郵便局前交差点）
- 福岡県道771号谷垣徳益線（福岡県柳川市大和町栄・栄伏木（さかえふしぎ）交差点 - 柳川市大和町栄・大和南IC入口交差点）
- 福岡県道766号橋本辻町線（福岡県柳川市大浜町 地内）
- 福岡県道767号本町新田大川線（福岡県柳川市古賀 地内）
- 福岡県道769号新田西蒲池線（福岡県柳川市間 地内）
- 国道444号・佐賀県道285号大詫間光法停車場線（佐賀県佐賀市川副町大字早津江 地内）

### 道路施設

#### 橋梁
起点から
- 福岡県
  - 大正橋（大牟田川、大牟田市）
  - 堂面橋（堂面川、大牟田市）
  - 新川橋（白銀橋、大牟田市）
  - 新唐岬橋（鳶浦川、大牟田市）
  - 金助橋（隈川、大牟田市 - みやま市）
  - 新三開橋（楠田川、みやま市）
  - 浦島橋（矢部川、みやま市 - 柳川市、国道208号重複区間内）
  - 塩塚川橋（塩塚川、柳川市）
  - 沖端川大橋（沖端川、柳川市）
  - 三明橋（沖端川、柳川市）
  - 新田大橋（福岡県道767号本町新田大川線・筑後川、大川市）
  - 早津江橋（早津江川、大川市 - 佐賀県佐賀市）

### 交通量
平日24時間交通量（2005年（平成17年）度道路交通センサス）
| 区間                          | 台数   |
| ----------------------------- | ------ |
| 佐賀郡川副町早津江155早津江橋 | 12,353 |

## 地理

### 通過する自治体
- 福岡県
  - 大牟田市
  - みやま市
  - 柳川市
  - 大川市
- 佐賀県
  - 佐賀市

### 交差する道路
| 交差する道路                                                        | 都道府県名 | 市町村名 | 交差する場所     | 交差する場所                 |
| ------------------------------------------------------------------- | ---------- | -------- | ---------------- | ---------------------------- |
| 国道389号 国道501号 重複 福岡県道735号大牟田港線                    | 福岡県     | 大牟田市 | 大正町3丁目      | 大正町3丁目交差点 / 起点     |
| 福岡県道786号手鎌三池線                                             | 福岡県     | 大牟田市 | 大字手鎌         | 手鎌交差点                   |
| 熊本県道・福岡県道10号南関大牟田北線                                | 福岡県     | 大牟田市 | 大字唐船         | 唐船交差点                   |
| 有明海沿岸道路                                                      | 福岡県     | みやま市 | 高田町黒崎開     | 黒崎IC                       |
| 福岡県道780号黒崎開濃施線                                           | 福岡県     | みやま市 | 高田町黒崎開     | 開交差点                     |
| 有明海沿岸道路                                                      | 福岡県     | みやま市 | 高田町江浦       | 高田IC入口交差点 高田IC      |
| 国道208号 重複区間起点                                              | 福岡県     | みやま市 | 高田町徳島       | 徳島交差点                   |
| 福岡県道83号大和城島線                                              | 福岡県     | 柳川市   | 大和町中島       | 浦島橋交差点                 |
| 国道208号 重複区間終点                                              | 福岡県     | 柳川市   | 大和町中島       | 中島郵便局前交差点           |
| 福岡県道771号谷垣徳益線 重複区間起点                                | 福岡県     | 柳川市   | 大和町栄         | 栄伏木（さかえふしぎ）交差点 |
| 有明海沿岸道路 福岡県道771号谷垣徳益線 重複区間終点                 | 福岡県     | 柳川市   | 大和町栄         | 大和南IC入口交差点 大和南IC  |
| 福岡県道771号谷垣徳益線                                             | 福岡県     | 柳川市   | 大和町谷垣       |                              |
| 福岡県道・佐賀県道18号大牟田川副線 / 現道                           | 福岡県     | 柳川市   | 大和町谷垣       |                              |
| 福岡県道766号橋本辻町線 重複区間起点                                | 福岡県     | 柳川市   | 大浜町           |                              |
| 福岡県道766号橋本辻町線 重複区間終点                                | 福岡県     | 柳川市   | 大浜町           | [ 注釈 1 ]                   |
| 福岡県道766号橋本辻町線 重複区間終点                                | 福岡県     | 柳川市   | 大浜町           | 中ノ切交差点                 |
| 福岡県道767号本町新田大川線 重複区間起点                            | 福岡県     | 柳川市   | 古賀             |                              |
| 福岡県道767号本町新田大川線 重複区間終点                            | 福岡県     | 柳川市   | 古賀             |                              |
| 福岡県道769号新田西蒲池線 重複区間起点                              | 福岡県     | 柳川市   | 間               | 柳川市間交差点               |
| 福岡県道765号鐘ヶ江酒見間線 福岡県道769号新田西蒲池線 重複区間終点  | 福岡県     | 柳川市   | 間               | 宮上交差点                   |
| 福岡県道768号新田榎津線                                             | 福岡県     | 大川市   | 大字一木         | 一木交差点                   |
| 福岡県道767号本町新田大川線                                         | 福岡県     | 大川市   | 大字新田         | [ 注釈 2 ]                   |
| 佐賀県道・福岡県道140号大詫間大川線                                 | 福岡県     | 大川市   | 大字大野島       | 大野島交差点                 |
| 有明海沿岸道路                                                      | 福岡県     | 大川市   | 大字大野島       | 大野島IC                     |
| 国道444号 重複区間起点 佐賀県道285号大詫間光法停車場線 重複区間起点 | 佐賀県     | 佐賀市   | 川副町大字早津江 | 早津江橋西交差点             |
| 国道444号 重複区間終点 佐賀県道285号大詫間光法停車場線 重複区間終点 | 佐賀県     | 佐賀市   | 川副町大字早津江 |                              |
| 国道444号 佐賀県道30号佐賀川副線                                    | 佐賀県     | 佐賀市   | 川副町大字鹿江   | 小々森入口交差点 / 終点      |

### 沿線
- 西鉄天神大牟田線
  - 新栄町駅 - 西鉄中島駅
- 大牟田市立明治小学校
- 手鎌北町公園
- 大牟田市立手鎌小学校
- 黒崎公園
- 矢部川
- 中島朝市
- 柳川市立皿垣小学校
- 柳川市立矢留小学校
- 矢留大神宮
- 立花氏庭園（御花）
- 沖端水天宮
- おきのはた水族館
- 柳川市立歴史民俗資料館
- 北原白秋生家・北原白秋記念館
- 柳川市立昭代中学校
- 柳川市立昭代第二小学校
- 大川市立川口小学校
- 筑後川
- 筑後川総合運動公園
- 大野島